# 水野謙
水野 謙（みずの けん、1963年 - ）は、日本の法学者。専門は民法。学位は、博士（法学）（北海道大学・論文博士・1996年）。学習院大学法学部教授。日本私法学会理事。元法務省司法試験考査委員。母方の祖父は民事訴訟法学者の菊井維大。

## 人物・経歴
東京都出身。1988年に北海道大学法学部卒業後、銀行勤務を経て、北海道大学大学院法学研究科博士後期課程中途退学。瀬川信久門下。1993年北海道大学法学部助手。1996年北海道大学法学部専任講師、北海道大学より博士（法学）の学位を取得。1997年青山学院大学法学部助教授。2002年学習院大学法学部教授。日本私法学会理事、法務省司法試験考査委員なども歴任。

## 著書
- 『因果関係概念の意義と限界 : 不法行為帰責論の再構成のために』有斐閣 2000年
- 『ケースではじめる民法』（山野目章夫, 野澤正充, 滝沢昌彦, 松尾弘と共著）弘文堂 2005年
- 『〈判旨〉から読み解く民法』（古積健三郎, 石田剛と共著）有斐閣 2017年
- 『社会の変容と民法の課題 : 瀬川信久先生・吉田克己先生古稀記念論文集』（松久三四彦, 池田雅則, 後藤巻則, 新堂明子, 金山直樹, 大島梨沙と共編）成文堂 2018年